# Чжан Шаньчжен
Чжан Шаньчжен (кит.: 張善政; піньїнь: Zhāng Shànzhèng; нар. 24 червня 1954) — китайський політик, голова Виконавчого Юаня Республіки Китай 2016 року. Також обіймав посади міністра без портфеля (2012—2014) й міністра науки й технологій (2014).